# الكارما في البوذية
الكارما مصطلح سنسكريتي يعني حرفيًا «الفعل» أو «العمل». في التقاليد البوذية، تشير الكارما إلى العمل المدفوع بالنية (سيناتا) الذي يؤدي إلى عواقب مستقبلية. تعتبر هذه النوايا هي العامل الحاسم في نوع الولادة الجديدة في دورة الولادة الجديدة (سامسارا).

## الفهم البوذي للكارما
الكارما والكارمافالا مفاهيم أساسية في البوذية. تشرح مفاهيم الكارما والكارمافالا كيف تحافظ الأفعال المتعمدة على ارتباط المرء بالولادة الجديدة في سامسارا، في حين أن المسار البوذي، كما هو موضح في الطريق النبيل الثماني، يوضح لنا الطريق للخروج من سامسارا.

### ولادة جديدة
الولادة الجديدة، اعتقاد شائع في جميع التقاليد البوذية. يقول الاعتقاد الولادة والموت في العوالم الستة يحدثان في دورات متتالية مدفوعة بالجهل (أفيديا) والرغبة (ترسنا) والكراهية (دفيسا). تسمى دورة الولادة الجديدة سامسارا. إنها عملية لا بداية لها ومتواصلة باستمرار. يمكن تحقيق التحرر من سامسارا باتباع الطريق البوذي. هذا الطريق يؤدي إلى فيديا (المعرفة)، وإلى سكون الرغبة والكراهية. بهذا تتوقف عملية الولادة الجديدة المستمرة.

### كارما
دورة الولادة الجديدة تحددها الكارما، حرفيًا «الفعل». في التقاليد البوذية، تشير الكارما إلى الأفعال التي تحركها النية (سيناتا)، وهو عمل يتم عن عمد من خلال الجسد أو الكلام أو العقل، يؤدي إلى عواقب مستقبلية. نيبيدهيكا سوتا، أنجوتارا نيكايا 6.63:
النية (سيتانا) أقول لك، هي كاما. النية، أن يفعل المرء كاما عن طريق الجسد والكلام والفكر.

وفقا لبيتر هارفي،
إن الدافع النفسي وراء الفعل هو ما يسمى "الكارما"، وهو ما يطلق سلسلة من الأسباب التي تنتهي إلى ثمار كرمية. لذا، يجب أن تكون الأفعال مقصودة إذا كان لها أن تولد ثمار كرمية..
بحسب غومبريتش،
عرّف بوذا الكارما على أنها النية؛ سواء تجلت النية في شكل جسدي أو صوتي أو عقلي، كان للنية وحدها طابع أخلاقي: جيد أو سيئ أو محايد... تحول تركيز الاهتمام من العمل الجسدي، الذي يشمل الأشخاص والأشياء في العالم الحقيقي، إلى العملية النفسية.
وفقًا لغومبريتش، كان هذا ابتكارًا رائعًا يقلب الأخلاق البراهمانية والمرتبطة بالطبقة. إنه رفض للاختلافات الطبقية، مع إعطاء إمكانية الوصول إلى التحرر لجميع الناس، وليس فقط البراهمانيين:
لا لكونك براهمانيًا أو منبوذًا، بل لأفعالك (كاما).
أصبحت كيفية تفسير التركيز على النية مسألة نقاش في وبين المدارس البوذية المختلفة.

### كارمافالا
تؤدي الكارما إلى عواقب مستقبلية، كارما فالا، «ثمرة الفعل». قد يؤدي أي فعل معين إلى جميع أنواع النتائج، لكن نتائج الكارما ليست سوى تلك النتائج التي تكون نتيجة لكل من الجودة الأخلاقية للعمل، والنية وراء الفعل. وفقًا لرايشنباخ،
تشمل النتائج المتوخاة في قانون الكارما أكثر (وأقل) من النتائج الطبيعية أو المادية المرصودة التي تعقب أداء الفعل.
ينطبق «قانون الكارما»
تحديدًا على المجال الأخلاقي. لا يتعلق الأمر بالعلاقة العامة بين الأفعال ونتائجها، بل يتعلق بالنوعية الأخلاقية للأفعال ونتائجها، مثل الألم، والسرور، والتجارب الجيدة أو السيئة لمرتكب الفعل.
تؤدي الأعمال الأخلاقية الجيدة إلى ولادة جديدة صحية، وتؤدي الأفعال الأخلاقية السيئة إلى ولادة جديدة غير صحية. العامل الرئيسي هو كيفية المساهمة في رفاهية الآخرين بالمعنى الإيجابي أو السلبي. أصبحت الدانا على وجه الخصوص، التي تعطي النظام البوذي، مصدرًا متزايد الأهمية للكارما الإيجابية.
كيف تؤدي هذه الأفعال المتعمدة إلى ولادة جديدة، وكيف يمكن التوفيق بين فكرة الولادة الجديدة ومذاهب عدم الثبات واللاذات، هي مسألة تحقيق فلسفي في التقاليد البوذية، والتي تقترح عدة حلول لها. في البوذية المبكرة، لم توضع نظرية صريحة للولادة الجديدة والكارما، و«قد تكون عقيدة الكارما عرضية لعلم الخلاص للبوذية المبكرة». في البوذية المبكرة، تُعزى الولادة الجديدة إلى الرغبة الشديدة أو الجهل.
في البوذية اللاحقة، الفكرة الأساسية هي أن الأفعال المتعمدة، التي تقودها كليشا (المشاعر المزعجة)، وسيناتا (الإرادة)، أو تانا (التعطش، الرغبة الشديدة) تخلق الانطباعات أو الميول أو «البذور» في العقل. تنضج هذه الانطباعات، أو «البذور»، لتصبح نتيجة أو ثمارًا في المستقبل. إذا تمكنا من التغلب على كليشا لدينا، فإننا نكسر سلسلة التأثيرات السببية التي تؤدي إلى ولادة جديدة في العوالم الستة. توفر العلاقات الإثني عشر للنشأة المعتمدة إطارًا نظريًا، يشرح كيف تؤدي المشاعر المزعجة إلى ولادة جديدة في سامسارا.

### عملية معقدة
إن تعاليم بوذا عن الكارما ليست حتمية تمامًا، ولكنها تتضمن عوامل ظرفية، على عكس تعاليم الجاين. إنها ليست عملية صارمة وميكانيكية، ولكنها عملية مرنة وسلسة وديناميكية، ولا يمكن إرجاع جميع الظروف الحالية إلى الكارما. لا توجد علاقة خطية محددة بين فعل معين ونتائجه. الأثر الكارمي للفعل لا يحدده الفعل نفسه فحسب، بل يحدده أيضًا طبيعة الشخص الذي يرتكب الفعل، والظروف التي ارتكِب فيها.
الكارما أيضًا ليست مثل «المصير» أو «القدر». النتائج الكارمية ليست «حكمًا» يفرضه الله أو كائن آخر قوي، بل هي نتائج عملية طبيعية. بعض التجارب في الحياة هي نتائج أفعال سابقة، لكن استجاباتنا لتلك التجارب ليست محددة سلفًا، على الرغم من أنها تؤتي ثمارها في المستقبل. قد يؤدي السلوك الجائر إلى ظروف غير مواتية تجعل من السهل ارتكاب سلوك أكثر ظلمًا، ولكن مع ذلك تظل حرية عدم ارتكاب سلوك غير عادل قائمة.

### التحرر من سامسارا
تكمن الأهمية الحقيقية لعقيدة الكارما وثمارها في الاعتراف بالحاجة الملحة لوضع حد للعملية برمتها. تحذر أسينتيتا سوتا من أن «نتائج كاما» هي واحدة من الموضوعات الأربعة غير المفهومة، وهي موضوعات تتجاوز كل التصور ولا يمكن فهمها بفكر منطقي أو سبب.
وفقًا لغومبريتش، ربما كانت هذه السوترا بمثابة تحذير من النزعة، «ربما منذ يوم بوذا حتى الآن»، لفهم «تراجع» عقيدة الكارما، لشرح الظروف غير المواتية في هذه الحياة عندما لا تتوفر تفسيرات أخرى. قد يكون اكتساب ولادة جديدة أفضل، وما يزال، الهدف الأساسي لكثير من الناس. يعتبر تبني العلمانيين للمعتقدات والممارسات البوذية أمرًا جيدًا، مما يجلب الجدارة والولادة الجيدة، ولكنه لا يؤدي إلى نيرفانا، والتحرر من السامسارا، الهدف النهائي لبوذا.

## داخل بالي ساتاس
وفقًا للتقاليد البوذية، اكتسب الرب بوذا نظرة كاملة وشاملة لأعمال الكارما في وقت تنويره. وفقًا لبرونخورست، فإن هذه المعارف هي إضافات لاحقة للقصة، تمامًا مثل فكرة «تحرير البصيرة» نفسها.
في إيه. إن 5.292، أكد الرب بوذا أنه لا يمكن تجنب تجربة نتيجة الفعل الكارمي بمجرد ارتكابه.
في أنغوتارا نيكايا، يُذكر أن النتائج الكارمية تُختبر إما في هذه الحياة أو في الحياة المستقبلية. قد يتضمن الأول ارتباطًا يمكن ملاحظته بسهولة بين الفعل والنتيجة الكارمية، كما هو الحال عند القبض على لص وتعذيبه من قبل السلطات، ولكن لا يلزم بالضرورة أن يكون الارتباط بهذا الوضوح وفي الواقع عادة لا يمكن ملاحظته.
يميز ساميوتا نيكايا تمييزًا أساسيًا بين الكارما السابقة المستحقة بالفعل، والكارما الناشئة في الوقت الحاضر. لذلك، في الحاضر الشخص يخلق كارما جديدة ويواجه نتيجة الكارما الماضية. الكارما في الشريعة الأولية هي أيضًا ثلاثة أضعاف: الفعل العقلي، والعمل الجسدي، والعمل الصوتي.

## ضمن التقاليد البوذية
تطورت العديد من المدارس الفلسفية البوذية داخل البوذية، وقدمت تفسيرات مختلفة فيما يتعلق بنقاط الكارما الأكثر دقة. المشكلة الرئيسية هي العلاقة بين عقيدة اللاذات و«تخزين» آثار أفعال المرء، والتي قُدمت لها حلول مختلفة.